# Copris arcturus
Copris arcturus är en skalbaggsart som beskrevs av Gillet 1907. Copris arcturus ingår i släktet Copris och familjen bladhorningar. Inga underarter finns listade i Catalogue of Life.